# Oligomenorreia
A oligomenorreia é uma menstruação pouco frequente (ou, no uso ocasional, muito leve). Mais estritamente, são os períodos menstruais ocorrendo em intervalos superiores a 35 dias, definida como a presença de menos de seis a oito menstruações por ano, com apenas quatro a nove períodos em um ano. Os períodos menstruais devem ter sido estabelecidos regularmente antes do desenvolvimento de fluxo infrequente. A duração de tais eventos pode variar.

## Causas
A oligomenorreia pode ser resultado de prolactinomas (adenomas de hipófise anterior). Pode ser causada por tireotoxicose, alterações hormonais na perimenopausa, síndrome de Prader-Willi e doença de Graves.
O treinamento intenso e prolongado pode levar a uma diminuição da energia disponível no corpo, podendo levar a um estado de estresse físico que afeta o eixo hipotálamo-hipófise-ovariano, resultando em alterações hormonais que podem interromper o ciclo menstrual. Exercícios de resistência, como correr ou nadar, podem afetar a fisiologia reprodutiva de atletas do sexo feminino. 
Corredoras, nadadoras e bailarinas menstruam com pouca frequência em comparação com mulheres não atléticas de idade comparável ou exibem amenorreia. A redução significativa da gordura corporal, muitas vezes buscada por atletas em esportes que enfatizam a magreza, pode interferir na produção de estrogênio, um hormônio crucial para a regulação do ciclo menstrual. Um estudo mais recente mostra que atletas que competem em esportes que enfatizam a magreza ou um peso específico exibem uma taxa mais alta de disfunção menstrual do que atletas que competem em esportes com menos foco nisso ou indivíduos de controle.
Outra causa da oligomenorreira é a combinação de alta carga de treinamento e ingestão calórica inadequada pode resultar em baixa disponibilidade de energia. Isso ocorre quando o corpo não recebe calorias suficientes para sustentar as demandas do exercício, levando a uma diminuição na produção de hormônios sexuais. O estresse emocional e psicológico, que pode ser exacerbado pela pressão para ter um desempenho atlético, também pode afetar a função hormonal e contribuir para a oligomenorreia.
Atletas que lutam contra distúrbios alimentares, como anorexia ou bulimia, são particularmente suscetíveis à oligomenorreia. A restrição alimentar severa e os comportamentos compensatórios podem levar a uma interrupção do ciclo menstrual.
Um estudo mais recente mostra que atletas que competem em esportes que enfatizam a magreza ou um peso específico exibem uma taxa mais alta de disfunção menstrual do que atletas que competem em esportes que não possuem esse foco, como o futebol ou o basquete. Essa diferença sugere que as pressões sociais e culturais para manter um peso corporal baixo podem contribuir para a desregulação do ciclo menstrual entre essas atletas. 
A amamentação tem sido associada à irregularidade dos ciclos menstruais devido aos hormônios que atrasam a ovulação.
Pessoas com síndrome do ovário policístico (SOP) também são propensas a ter oligomenorreia. Embora a SOP não seja exclusiva de atletas, sua presença pode ser um fator complicador em mulheres que já enfrentam desafios relacionados ao ciclo menstrual. A SOP é uma condição na qual os andrógenos (hormônios sexuais masculinos) são liberados em excesso pelos ovários. As pessoas com SOP apresentam irregularidades menstruais que variam de oligomenorréia e amenorreia a períodos muito intensos e irregulares. A condição afeta cerca de 6% das mulheres na pré-menopausa.
A predisposição genética e as variações hormonais individuais também podem desempenhar um papel na ocorrência de oligomenorreia, influenciando a resposta do corpo ao exercício e ao estresse.
Os distúrbios alimentares podem resultar em oligomenorreia. Embora os distúrbios menstruais estejam mais fortemente associados à anorexia nervosa, a bulimia nervosa também pode resultar em oligomenorreia ou amenorreia. Existe alguma controvérsia quanto ao mecanismo da desregulação menstrual, uma vez que a amenorréia pode, às vezes, preceder a substancial perda de peso em algumas anoréxicas.

## Efeitos na Saúde
A oligomenorreia pode ter consequências significativas para a saúde das atletas. Sendo elas: 
Diminuição da Densidade Óssea: A ausência de menstruação regular pode levar a uma redução na produção de estrogênio, um hormônio essencial para a manutenção da saúde óssea. Estudos mostram que mulheres com oligomenorreia têm maior risco de desenvolver osteopenia e osteoporose, aumentando a probabilidade de fraturas ósseas. 
Problemas Cardiovasculares: A oligomenorreia pode estar associada a um aumento do risco de doenças cardiovasculares. A falta de estrogênio pode afetar negativamente a saúde vascular e o perfil lipídico, contribuindo para um maior risco de hipertensão e doenças cardíacas 
Impacto Psicológico: A irregularidade menstrual pode causar estresse emocional e psicológico, levando a problemas como ansiedade e depressão. A pressão para manter um desempenho atlético, combinada com a preocupação com a saúde reprodutiva, pode exacerbar esses problemas 
Infertilidade: A oligomenorreia pode dificultar a concepção, uma vez que a ovulação pode ser irregular ou ausente. Isso pode ser uma preocupação significativa para atletas que desejam engravidar no futuro 
Síndrome do Exercício Excessivo: A oligomenorreia é frequentemente um sinal de síndrome do exercício excessivo, que pode incluir uma combinação de desnutrição, amenorreia e problemas psicológicos. Essa síndrome pode levar a uma série de complicações de saúde, incluindo fadiga crônica e diminuição do desempenho atlético 
Desregulação Hormonal: A oligomenorreia pode ser um indicativo de desregulação hormonal mais ampla, que pode afetar não apenas a saúde reprodutiva, mas também outros sistemas do corpo, resultando em problemas metabólicos e endócrinos 

## Abordagem e Tratamento
O manejo da oligomenorreia em atletas envolve uma abordagem multidisciplinar, que pode incluir ajustes na dieta, modificação do regime de treinamento e, em alguns casos, intervenção médica com reposição hormonal e medicamentos. É fundamental que treinadores e profissionais de saúde estejam cientes dos riscos associados à oligomenorreia e promovam a saúde reprodutiva das atletas, incentivando um equilíbrio saudável entre treinamento e nutrição.